# 44574 Lavoratti
44574 Lavoratti è un asteroide della fascia principale. Scoperto nel 1999, presenta un'orbita caratterizzata da un semiasse maggiore pari a 2,3557503 UA e da un'eccentricità di 0,1079098, inclinata di 2,60007° rispetto all'eclittica.